# Olympische Sommerspiele 2020/Teilnehmer (Bolivien)
| Gelbes Symbol für Goldmedaillen mit stilisierten Olympischen Ringen | Graues Symbol für Silbermedaillen mit stilisierten Olympischen Ringen | Braundes Symbol für Bronzemedaillen mit stilisierten Olympischen Ringen |
| ------------------------------------------------------------------- | --------------------------------------------------------------------- | ----------------------------------------------------------------------- |
| —                                                                   | —                                                                     | —                                                                       |

Bolivien nahm an den Olympischen Spielen 2020 in Tokio mit fünf Sportlern in drei Sportarten teil. Es war die insgesamt 15. Teilnahme an Olympischen Sommerspielen.

## Teilnehmer nach Sportarten

### Leichtathletik
Laufen und Gehen 
| Athleten      | Wettbewerb  | Vorläufe | Vorläufe | Runde 1       | Runde 1       | Halbfinale    | Halbfinale    | Finale        | Finale        | Rang          |
| Athleten      | Wettbewerb  | Zeit     | Rang     | Zeit          | Rang          | Zeit          | Rang          | Zeit          | Rang          | Rang          |
| ------------- | ----------- | -------- | -------- | ------------- | ------------- | ------------- | ------------- | ------------- | ------------- | ------------- |
| Frauen        |             |          |          |               |               |               |               |               |               |               |
| Ángela Castro | 20 km Gehen | –        | –        | –             | –             | –             | –             | 1:42:25 h     | 48            | 48            |
| Männer        |             |          |          |               |               |               |               |               |               |               |
| Bruno Rojas   | 100 m       | 10,64 s  | 5        | ausgeschieden | ausgeschieden | ausgeschieden | ausgeschieden | ausgeschieden | ausgeschieden | ausgeschieden |

### Schwimmen
| Athleten         | Wettbewerb    | Vorlauf | Vorlauf | Halbfinale    | Halbfinale    | Finale        | Finale        | Rang |
| Athleten         | Wettbewerb    | Zeit    | Rang    | Zeit          | Rang          | Zeit          | Rang          | Rang |
| ---------------- | ------------- | ------- | ------- | ------------- | ------------- | ------------- | ------------- | ---- |
| Frauen           |               |         |         |               |               |               |               |      |
| Karen Torrez     | 50 m Freistil | 25,77 s | 35      | ausgeschieden | ausgeschieden | ausgeschieden | ausgeschieden | 35   |
| Männer           |               |         |         |               |               |               |               |      |
| Gabriel Castillo | 100 m Rücken  | 58,24 s | 39      | ausgeschieden | ausgeschieden | ausgeschieden | ausgeschieden | 39   |

### Tennis
| Athleten     | Wettbewerb | 1. Runde   | 1. Runde | 2. Runde      | 2. Runde      | Achtelfinale  | Achtelfinale  | Viertelfinale | Viertelfinale | Halbfinale    | Halbfinale    | Finale / Platz 3 | Finale / Platz 3 |
| Athleten     | Wettbewerb | Gegner     | Ergebnis | Gegner        | Ergebnis      | Gegner        | Ergebnis      | Gegner        | Ergebnis      | Gegner        | Ergebnis      | Gegner           | Ergebnis         |
| ------------ | ---------- | ---------- | -------- | ------------- | ------------- | ------------- | ------------- | ------------- | ------------- | ------------- | ------------- | ---------------- | ---------------- |
| Männer       |            |            |          |               |               |               |               |               |               |               |               |                  |                  |
| Hugo Dellien | Einzel     | N. Đoković | 2:6, 2:6 | ausgeschieden | ausgeschieden | ausgeschieden | ausgeschieden | ausgeschieden | ausgeschieden | ausgeschieden | ausgeschieden | ausgeschieden    | ausgeschieden    |